# I Love You, Alice B. Toklas!
I Love You, Alice B. Toklas! is een Amerikaanse komische film uit 1968 met Peter Sellers in de hoofdrol. De film werd geregisseerd door Hy Averback en geschreven en geproduceerd door Paul Mazursky en Larry Tucker. De film is een satire op de hippiecultuur uit de jaren 1960, met muziek van de band Harpers Bizarre.

## Verhaal
De 35-jarige joodse advocaat Harold Fine (Peter Sellers) uit Los Angeles bereidt zich met weinig enthousiasme voor op het huwelijk met zijn vriendin en secretaresse Joyce (Joyce Van Patten). Hij voelt zich niet lekker in zijn bekrompen, kleinburgerlijk bestaan. Via zijn broer, die zich bij een groep hippies heeft aangesloten, wordt hij halsoverkop verliefd op Nancy, een flowerpowermeisje (Leigh Taylor-Young), die bewustzijnsverruimende pot brownies (brownies met cannabis, een soort spacecake) voor hem bakt naar een recept uit het bekende kookboek van Alice B. Toklas. Harold laat zijn toekomstige bruid voor het altaar staan om met Nancy het ongedwongen leven van bloemenkind te gaan leiden. Maar in die losbandige levensstijl vindt hij uiteindelijk ook geen voldoening. Kan hij terugkeren naar zijn vroeger bestaan?

## Rolverdeling
| Acteur             | Personage                      |
| ------------------ | ------------------------------ |
| Peter Sellers      | Harold Fine                    |
| Jo Van Fleet       | Harolds moeder                 |
| Leigh Taylor-Young | Nancy                          |
| Joyce Van Patten   | Joyce                          |
| David Arkin        | Herbie, hippiebroer van Harold |
| Louis Gottlieb     | goeroe                         |

I Love You, Alice B. Toklas! was het speelfilmdebuut van Leigh Taylor-Young. Zij werd hiervoor in 1969 genomineerd voor een Golden Globe in de categorie "meest beloftevolle actrice".

## Oorsprong titel
Alice B. Toklas was de levensgezellin van Gertrude Stein. Zij publiceerde een kookboek waarin voor het eerst een recept stond voor brownies met cannabis. De titel is een verwijzing hiernaar, maar verder heeft de film niets te maken met Alice B. Toklas of met Gertrude Stein.